# Trieces integer
Trieces integer là một loài tò vò trong họ Ichneumonidae.